# Печерская волость (Нижегородский уезд)
Печерская волость — историческая административно-территориальная единица Нижегородского уезда Нижегородской губернии Российской империи и РСФСР.

## Географическое положение
В момент формирования (1912) охватывала юго-восточную часть современного Нижегородского района Нижнего Новгорода и часть современного Афонинского сельсовета Кстовского района. Ко времени ликвидации (1929) включала также часть современных Советского и Приокского районов Нижнего Новгорода, всю территорию Афонинского, Большеельнинского и Ройкинского сельсоветов Кстовского района, часть Ближнеборисовского сельсовета того же района и часть города Кстово.

## История
Образована 1 января 1912 года из северной части Ельнинской волости. Включила в свой состав 6 сельских обществ (по числу населенных пунктов) и Печерский монастырь.
17 июня 1917 года решением уездной земской управы в состав Печерской волости были переданы деревни Грабиловка и Кузнечиха из разукрупненной Бешенцевской волости.
После Октябрьской революции на территории волости возникают 8 сельсоветов по числу селений и бывших сельских обществ соответственно. В дальнейшем сельсоветы укрупнялись, и к 1929 году на 45 селений волости приходилось 8 сельсоветов.
10 июня 1922 года при упразднении Бешенцевской и Ельнинской волостей часть их населенных пунктов включена в состав Печерской волости: 3 селения из Бешенцевской и 7 селений из Ельнинской.
17 апреля 1924 года в Печерскую волость были включены 19 селений упраздненной Доскинской, а также 8 селений упраздненной Кстовской и 1 селение Суроватихинской волости.
9 ноября 1928 года два селения переданы в черту Нижнего Новгорода.
Ликвидирована 20 июня 1929 года в рамках административно-территориальной реформы. Ее территория была разделена между Печерским районом и городом Нижним Новгородом.

## Административно-территориальное деление
До 1922 года сельские общества, а затем сельсоветы совпадали с селениями. В дальнейшем один сельсовет стал включать в себя несколько населенных пунктов.
К 1929 году в составе волости было 7 сельсоветов:
| №п/п | Сельсовет        | Административный центр | Число населенных пунктов |
| ---- | ---------------- | ---------------------- | ------------------------ |
| 1    | Анкудиновский    | д. Анкудиновка         | 8                        |
| 2    | Большеельнинский | с. Большая Ельня       | 6                        |
| 3    | Кстовский        | с. Кстово              | 3                        |
| 4    | Кусаковский      | д. Кусаковка           | 8                        |
| 5    | Печерский        | сл. Печеры             | 3                        |
| 6    | Подновский       | сл. Подновье           | 4                        |
| 7    | Щербинский       | д. Щербинка            | 8                        |